# Réduction dimensionnelle
En physique, une réduction dimensionnelle est une procédure par laquelle, étant donné une théorie formulée sur un espace-temps {\displaystyle X_{N}\,} de dimension {\displaystyle N\,}, on construit une autre théorie formulée sur un sous-espace {\displaystyle Y_{M}\subset X_{N}\,} de dimension {\displaystyle M<N\,} . Dans la suite nous allons décrire brièvement plusieurs procédures de réduction communément utilisées.

## Réduction de Kaluza-Klein
Dans cette approche, la plus simple, on contraint les champs de la théorie en {\displaystyle N\,} dimensions à ne dépendre que des {\displaystyle M\,} coordonnées du sous-espace {\displaystyle Y_{M}\,}. Par exemple si on considère {\displaystyle Y_{4}=\mathbb {R} ^{4}\,}, c'est-à-dire l'espace de Minkowski et {\displaystyle X_{5}=\mathbb {R} ^{4}\times S_{1}\,}, on parle de réduction sur un cercle et le cercle est appelé espace de compactification. Dans ce cas on contraint les champs à ne pas dépendre de la coordonnée angulaire sur le cercle. C'est le cadre historiquement considéré par Theodor Kaluza et Oskar Klein dans le contexte de la relativité générale à 5 dimensions pour tenter de reproduire la théorie de l'électromagnétisme et son invariance de jauge en 4 dimensions à partir de l'invariance par reparamétrisation de la théorie originale à 5 dimensions. Par usage, la généralisation de cette réduction dimensionnelle à d'autres espaces est alors communément appelée également réduction de Kaluza-Klein. Si on peut écrire {\displaystyle X_{N}=Y_{M}\times K_{N-M}\,} avec {\displaystyle K_{N-M}\,} une variété compacte de dimension {\displaystyle N-M\,} alors on continue à appeler {\displaystyle K_{N-M}\,} l'espace de compactification et on dit qu'on effectue une réduction sur {\displaystyle K_{N-M}\,}.
Si la théorie originale possède des équations du mouvement issues d'une action {\displaystyle {\mathcal {S}}_{N}\,} alors il est nécessaire de s'assurer que la restriction imposée aux champs de ne dépendre que des coordonnées de {\displaystyle Y_{M}\,} est compatible avec les équations du mouvement, c'est-à-dire que les champs restreints sont encore des solutions des équations du mouvement. On parle alors dans ce cas de troncation consistante. Les réductions sur des tores ou réductions toroïdales sont toujours consistantes. Pour des variétés de compactification plus compliquées (comme des sphères par exemple) la réponse n'est pas évidente et demande une analyse au cas par cas.

## Réduction de Scherk-Schwarz
Les champs ne sont pas indépendants des coordonnées de {\displaystyle K_{N-M}\,} mais leur dépendance est simple et dépend des symétries de la théorie originale.